# 用户管理

## 概述
这里说的用户管理，指的是在管理和运营宽带城域网中的关键技术之一。
用户管理可以采取静态配置IP地址或者DHCP自动获取的IP地址，与计算机网卡的MAC地址、基于端口的VLAN（虚拟局域网）ID进行捆绑，当用户开机之后就自动接入网络，不需要进行手动的用户身份验证的操作。

## 内容
应该包括：
- 用户认证与接入管理
- 计费管理

等